# 生物岩

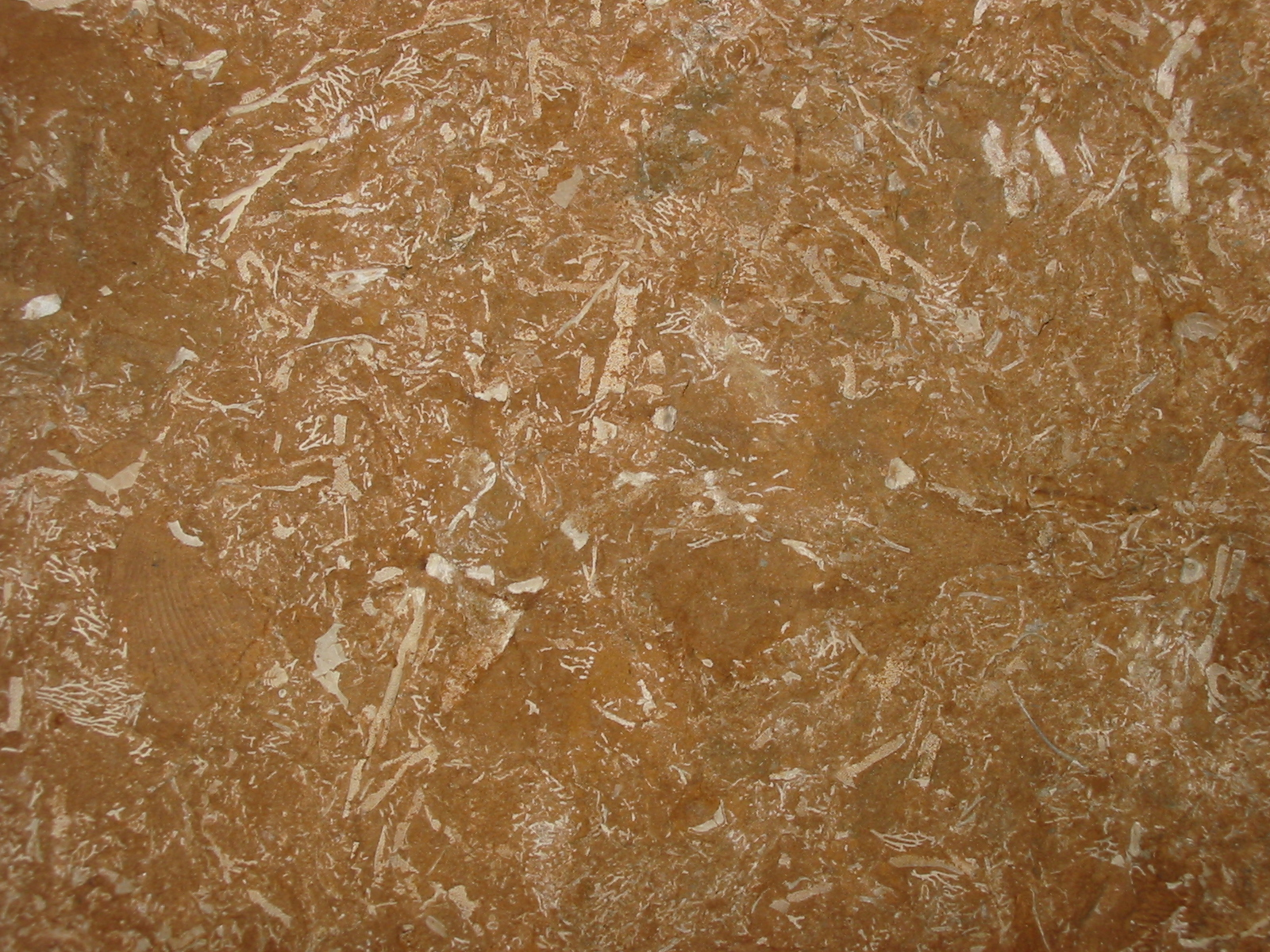
一种油母页岩

生物岩是一种沉积岩，基本由大量生物体遗骸沉积经成岩作用形成的，也经过一些化学变化，因此严格的说应该称为“生物化学岩”。
由于生物体含有大量的钙、磷和有机物质，因此形成的岩石也含有这些物质，主要有介壳石灰岩、磷块岩、礁石灰岩、硅藻土以及可燃的有机岩石，例如可以提炼石油的油母页岩等。